# Rick Snyder
Rick Snyder là thống đốc thứ 48 và là đương kim tiểu bang Michigan, Hoa Kỳ. Ông bắt đầu giữ chức vụ này từ ngày 1 tháng 1 năm 2011. Ông thuộc Đảng Cộng hòa Hoa Kỳ.